# Smaragdina quadrimaculata
Smaragdina quadrimaculata – gatunek chrząszcza z rodziny stonkowatych i podrodziny Cryptocephalinae.
Gatunek ten opisany został w 2009 roku przez Igora K. Łopatina i Aleksandra S. Konstantinowa na podstawie parki odłowionej w 2002 roku.
Chrząszcz o ciele długości 3 mm i szerokości 1,5 mm, ubarwiony pomarańczowożółto z czarnymi: ciemieniem, dwoma kropkami na każdej z pokryw, zapiersiem i odwłokiem, a członami czułków od czwartego wzwyż rudobrązowymi. Czwarty człon czułków toporowaty. Dwukrotnie szersze niż dłuższe przedplecze ma szeroko wystającą nad tarczkę krawędź tylną i szeroko zaokrąglone tylne kąty. 1,4 raza dłuższe niż szersze pokrywy są lekko przewężona za guzami barkowymi, a u wierzchołków wąsko zaokrąglone. Głębokość punktów większa bliżej nasady pokryw, ku wierzchołkom mniejsza.
Owad znany tylko z Junnanu w Chinach.